# Udo Dirkschneider

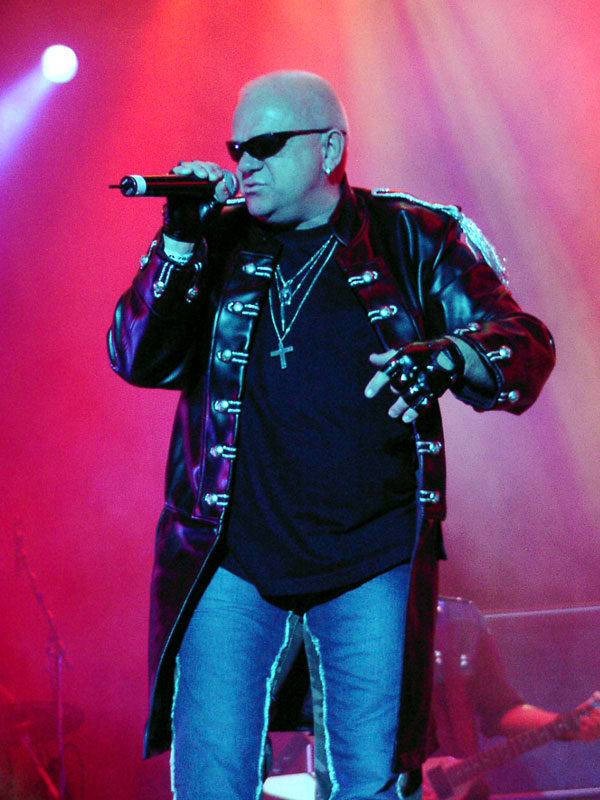
Udo Dirkschneider tijdens Wacken Open Air 2005

Udo Dirkschneider (Wuppertal, Noordrijn-Westfalen, 6 april 1952) is een Duitse heavy-, power- en speedmetalzanger. In 1971 richtte hij de invloedrijke band Accept op, welke als grondlegger van de speedmetal wordt gezien.

## Geschiedenis
Samen met een aantal anderen richt Dirkschneider begin jaren 70 de band Accept op, die pas rond 1976 een vaste line-up heeft, waarna vooral in het begin van de jaren 80 het succes volgt.
Na het verlaten van Accept richt Dirkschneider in 1987 de band U.D.O. op samen met een aantal andere Duitse muzikanten. Na vijf jaar houdt hij het voor gezien en keert terug naar Accept in 1992 en blijft daar tot 1996 waarna hij U.D.O. weer heropricht maar nu met andere bandleden.
Dirkschneider brengt met Accept vijftien albums uit, waarvan vijf live-albums. Met U.D.O. brengt hij veertien albums uit, waarvan het laatste in 2013, genaamd Steelhammer.
De animatiefiguur Dark Schneider, een tovenaar, die in de Japanse tekenfilmserie Bastard!! speelt, is vernoemd naar Dirkschneider.
- Gemeinsame Normdatei: 135728495
- International Standard Name Identifier: 0000 0000 4574 0804
- MusicBrainz: da88dce8-9cca-428c-aafa-6bc968783b24
- Nationale Bibliotheek van Tsjechië: ola2002153723
- Istituto Centrale per il Catalogo Unico: DDSV233746
- Virtual International Authority File: 21756964